# Iglesia de San Pedro Apóstol (Antigua Guatemala)
La iglesia de San Pedro Apóstol es un templo católico barroco adyacente al hospital de San Pedro en Antigua Guatemala (Sacatepéquez, Guatemala). Su construcción comenzó en 1654, a cargo del arquitecto Joseph de Porres, y fue la catedral provisional de la ciudad hasta 1680, cuando el título se trasladó a la parroquia de San José.

## Historia
El templo se comenzó a erigir en conjunto que el hospital, hacia 1654-1663. En 1646, el obispo Bartolomé González Soltero compró el terreno para la construcción del hospital, que estuvo en funcionamiento parcialmente a partir de 1648. En 1653, el arquitecto Juan Pascual se encargó de trazar los planos del sanatorio, también dedicado a San Pedro Apóstol. Fue la catedral provisional de Santiago de los Caballeros —anterior nombre de Antigua Guatemala— hasta el 6 de noviembre de 1680, cuando fue trasladada a la parroquia de San José. Junto a otros edificios de la ciudad, la iglesia y el hospital fueron afectados por los terremotos de 1773.

## Arquitectura
Tanto la iglesia como su hospital son de estilo barroco. La fachada del templo se cruza en un ángulo recto con la entrada del sanatorio, de manera que ambas fachadas crean una esquina y forman un pequeño atrio. En su frontispicio, el cuerpo central se encuentra más elevado que sus laterales y el campanario se sitúa en la parte superior, sobre una balaustrada enrejada. Las cuatro hornacinas del portal, destinadas a mostrar imágenes de santos, siempre han estado vacías.
En su interior se encuentra una campana donada por el gobierno de Granadilla de Abona (Islas Canarias, España), con motivo de la canonización de Pedro de San José de Betancur y de la tercera visita a Guatemala de Juan Pablo II. La iglesia también alberga una pintura mural obra de Rosamaría Pascual de Gámez, que retrata los actos caritativos de Pedro de Betancur y cómo estos prosiguen desde entonces.